# Луцій Тарій Руф
Луцій Тарій Руф (лат. Lucius Tarius Rufus; ? — після 24) — державний та військовий діяч Римської імперії, консул-суфект 16 року до н. е.

## Життєпис
Народився у Далмації. Про його родину немає чітких відомостей. Брав участь у війнах на боці Октавіана. Особливо відзначився у 31 році до н. е. у бойових діях напередодні та під час битви при Акціумі.
З 18 до 16 року до н. е. як пропретор керував Македонією. Під час своєї каденції відбив напади сарматів та фракійського племені скордисків. У 16 році до н. е. став консулом-суфектом. Під час виконання обов'язків змінив образи і текст римських монет, значно посилив престиж і першорядну важливість принцепса Августа.
У 23 році призначено одним з кураторів акведуків разом із Гаєм Атеєм Капітоном та Марком Валерієм Корвіном Мессалою. Відповідав за водопостачання Риму. На цій посаді перебував до 24 року. Подальша доля невідома.